# Ксения Черногорска
Ксения Петрович-Негош, принцеса Черногорска (22 април 1881, Цетине – 10 март 1960, Париж) e черногорска принцеса, дъщеря на крал Никола I,
 сестра на италианската кралица Елена и великите княгини Милица и Анастасия.

## Ранни години
Принцеса Ксения е родена на 22 април 1881 г. в столицата на черногорското княжество, Цетине. Баща ѝ е черногорският княз (от 1910 г. крал) Никола I от династията Петрович-Негош, майка ѝ е Милена Петрова Вукотич, дъщеря на местен управител. Ксения е 10-о дете в семейството и осмата дъщеря.
Никола Петрович-Негош управлява почти шестдесет години и става известна политическа фигура в Европа. Славата и влиянието му водят до бракове на дванадесетте му деца с известни и влиятелни родове. Например през 1883 г. най-голямата дъщеря Зорка е омъжена за сръбския княз Петър I Караджорджевич, от 1903 г. – крал на Сърбия. През 1896 г. Елена се омъжва за престолонаследника на Италия, който от 1900 г. става крал под името Виктор Емануил III. Други дъщери, Милица и Анастасия, се омъжват за внуци на император Николай I и стават членове на руския императорски род Романови.
За разлика от сестрите си, които учат в Смолния институт за благородни девици, Ксения, заедно с по-младата си сестра Вера, получават образованието си у дома. Баща им също пожелава по-малките дъщери да се оженят за представители на руския императорски род.

## Възможни кандидати за брак
През 1898 г. Никола I се опитва да омъжи Ксения за сръбския княз Александър. Но когато той пристига в Цетине, за да поиска ръката на Ксения, тя изпитва отвращение и ужас от вида и маниерите му, и отказва да се омъжи, въпреки настояванията на баща си. След този инцидент дипломатическите отношения между Черна гора и Сърбия са прекъснати.
На сватбата на брат си, престолонаследникът на Черна гора Данило, и херцогиня Юта Мекленбург-Стрелиц, принцесата се среща с принца Николай Гръцки, който представлява на сватбата баща си, крал Георгиос I. През 1899 г. е обявен техният годеж. Но неочаквано и по неизвестни причини той е прекратен. По-късно Николай се жени за великата херцогиня Елена Владимировна.
През 1902 г. се разпространява слух за възможния брак на Ксения и великия херцог на Хесен, Ернст Лудвиг, брат на императрица Александра Феодоровна, който се е развел с първата си съпруга, принцеса Виктория Сакскобургготска. Самият слух е породен от факта, че Ксения посещава сестра си Анна, която е в Дармщат, и където живее Ернст. Последва слух за брак на Ксения с Великия херцог Кирил Владимирович, който преди това иска да се ожени за Виктория Сакскобургготска, но му е отказано заради близкото родство. Бракът не се състои.
Друг слух е за брак на принцесата с наследника на Руската империя, великия херцог Михаил Александрович. През следващите години мнозина свързват принцесата с редица чуждестранни князе, като Виктор Емануил, граф на Торино; принц Луиджи Амедео, херцог на Абруци; Фердинанд I, княз на България, или овдовелия мъж на сестра ѝ, кралят на Сърбия Петър I.
Въпреки многобройните слухове, Ксения остава неомъжена.

## Изгнание
През 1910 г. бащата на Ксения е коронован за крал на Черна гора. През 1917 г., според Декларацията от Корфу, е обявено сливането на Черна гора със Сърбия. На 26 ноември 1918 г. Черна гора официално става част от Кралството на сърби, хървати и словенци (този държавническо-правен акт обаче е едностранен и означава свалянето на черногорската монархия). По време на войната принцеса Ксения и сестра ѝ Вера активно помагат на черногорските войници, организират медицински лагери.
Никола и семейството му са принудени да заминат за Франция, но кралят продължава да претендира за трона до смъртта си в Антиб три години по-късно. Ксения остава да живее в Париж, където умира през 1960 година.
След смъртта ѝ, колекция от личните ѝ снимки е изложена през 2010 г. на словенската изложба Gallery Fotografija. Оригиналите на дневниците на Ксения могат да се видят в Музея на морското наследство (Тиват, Черна гора).